# 弗雷泽低地
弗雷泽低地（英語：Fraser Lowland）是北美太平洋西北地区的一个地貌和自然地理区，横跨加拿大不列颠哥伦比亚省的西南部和美国华盛顿州霍特科姆县西部，涵盖不列颠哥伦比亚低陆平原的绝大部分（不包括北端与海岸山脉相接的山麓地区和东南部维德渡口上游的奇利瓦克河谷）和华盛顿州北喀斯喀特山脉以西的沿海平原。弗雷泽低地在地质上是喬治亞窪地的一部分。
弗雷泽低地的名称来源于北部的弗雷泽河，因为低地大部分面积属于弗雷泽河下游各个支流（主要是匹特河、科奎特勒姆、维德/奇利瓦克河下游，以及苏马斯河全程）的流域；但其在美加边境以南的地区其实是源自北喀斯喀特山脉的努克萨克河下游流域的冲积平原，整个低地其实是这两大水系下游和之间诸多小河流（比如蛇形河、尼克美克河、坎贝尔河、达科塔溪、加利福尼亚溪、特雷尔溪、卢米河等）周边的低海拔洪泛平原的结合。

## 地理

弗雷泽低地在地图上大致呈倒三角形，总面积约3,500平方（1,400平方英里），北邻布勒内湾以北的海岸山脉，西南邻乔治亚海峡（最西角可以算在西温哥华最西端的马蹄湾），东南临北喀斯喀特山脉的西北支脉（最东角可以算在霍普镇以东的科基哈拉河口）。整个低地除了中部的矮丘陵以外地势基本平坦，只有东部弗雷泽河南岸的苏马斯山（Sumas Mountain）和奇利瓦克山（Chilliwack Mountain）两座山较为突出。低地因为温和海洋性气候的降水充足、土壤肥力优良，整个地区都是极佳的农业用地，除了西部的布勒半岛以外都主要是农田。
美加边境把弗雷泽低地分成纬度跨度大致相等的南北两部分。除了美国境内称作“努克萨克低地”（Nooksack Lowland）的低地南部以外，加拿大境内的低地北部可以细分为东部的弗雷泽上河谷（Upper Fraser Valley）和苏马斯草原（Sumas Prairie，在1920年代以前曾是一大片淡水湖湿地）、中部的弗雷泽中河谷（Central Fraser Valley，指麦克米兰岛（McMillan Island）上游横跨兰里区与阿伯茨福德北部和米逊的圣经带农业区）和哈茨奇谷（Hatzic Valley）、西部的弗雷泽下河谷（萨蒙河口下游素里市北部的矮丘）、蛇形河-尼克美克河-坎贝尔河低地（Serpentine-Nicomekl-Campbell Lowlands）、皮特草原（Pitt Meadows）、布勒半岛（Burrard Peninsula）、鲁鲁岛（Lulu Island）和三角洲半岛（Delta Peninsula）、以及西北部的布勒内湾北岸（North Shore）等地区，而归属美国的飞地罗伯茨角位于三角洲半岛西南侧的措瓦森半岛（Tsawwassen Peninsula）的最南端。
弗雷泽低地在加拿大境内的部分无论是面积还是人口都远远大于美国境内的部分。归属加拿大的低地北部人口大约为240万人，主要的人口中心是西北侧的大温哥华，以及中东部菲沙河谷地区的阿伯茨福德和奇利瓦克。归属美国的低地南部人口只有大约20万，主要集中在低地最南角的贝灵厄姆市。